# Stewart's Melville College
Stewart's Melville College est un externat et un internat privé situé à Édimbourg, en Écosse. Il compte un effectif d'environ 750 élèves.
Le Daniel Stewart's College a été conçu par l'architecte David Rhind et ouvert sous le nom d'hôpital Daniel Stewart en 1848, rebaptisé Daniel Stewart's College en 1870 et placé sous la direction perpétuelle de la Royal Company of Merchants of the City of Edinburgh.

## Histoire
Le Stewart's Melville College est né de la fusion de deux écoles - le Daniel Stewart's College et le Melville College - en 1972 pour devenir le Daniel Stewart's and Melville College.
Melville College a été fondé en 1832 par le révérend Robert Cunningham à George Street, mais a rapidement déménagé à Hill Street au centre d'Édimbourg avec un enseignement axé sur les matières modernes, telles que les sciences, plutôt que sur les matières classiques. L'école a déménagé au 8 Queen Street qui a été acheté en 1853, puis à Melville Street en 1920. Initialement nommée « The Edinburgh Institution for Languages and Mathematics », son nom a changé pour Melville College en 1936 à peu près au même moment où les casquettes et les blazers des garçons ont été changés en rouge vif.

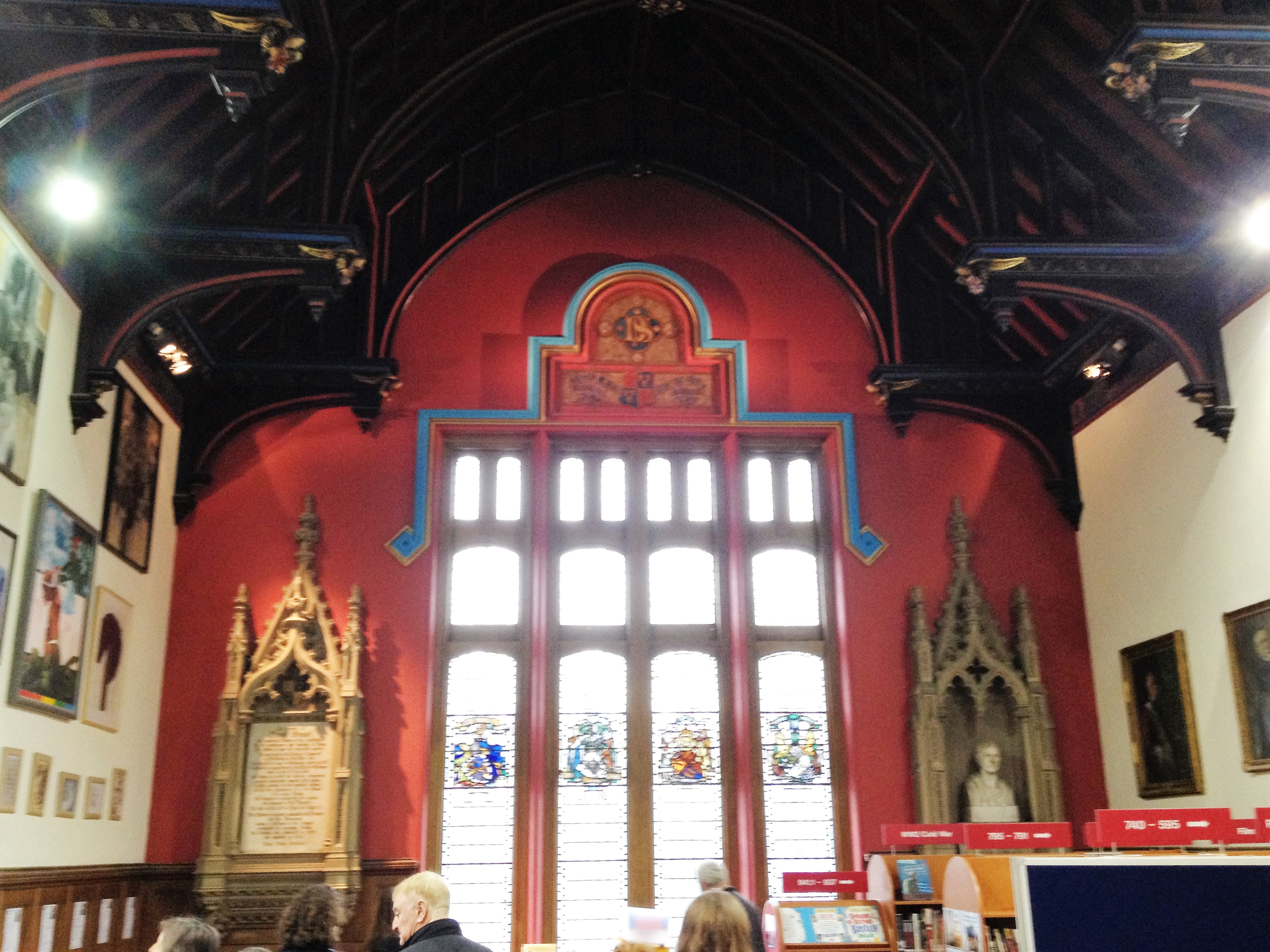
Bibliothèque du Collège Stewart's Melville

L'hôpital Daniel Stewart a été ouvert en 1855 par la Merchant Company of Edinburgh. Daniel Stewart, dont la richesse venait d'Inde, laissa à sa mort en 1814 une somme d'argent et des instructions selon lesquelles, une fois qu'elle aurait atteint 40 000 £, elle devrait être utilisée pour créer un hôpital pour les garçons nécessiteux dans la ville. L'hôpital a été transformé en « Daniel Stewart's College » en 1870. L'uniforme scolaire à partir de 1924 était une casquette à rayures rouges et noires et un blazer noir à bordure rouge.
En 2013, Stewart's Melville a été élue école indépendante écossaise de l'année par le journal Sunday Times, et Mary Erskine School a été élue école indépendante écossaise de l'année en 2012. En 2014, l'école combinée Erskine Stewarts Melville, avec plus de 2 700 élèves, prétendait être la plus grande école indépendante d'Europe.
En 2014, un programme d'amélioration des bâtiments de l'école primaire a été annoncé, les travaux ont commencé en 2018.

## Sport
Le Melville College de Stewart a remporté cinq fois la Coupe des écoles écossaises de rugby des moins de 18 ans : en 1999 (au cours de leur première année d'inscription), 2006, 2011, 2016 et 2019. Le Melville RFC de Stewart, le successeur du club de rugby des anciens élèves, joue dans le championnat de la Ligue écossaise.
Ravelston Sports Club est un grand centre sportif ouvert sur place en 2000. Il est principalement utilisé par les élèves pour des cours d'éducation physique et des entraînements sportifs (comme la natation, le basket-ball, le badminton, le tennis court et le tennis de table), mais est également ouvert au public moyennant une cotisation mensuelle. Il existe également un champ de tir scolaire situé sur le campus de Ravelston. De vastes terrains de rugby, de cricket, de hockey et d'athlétisme sont également situés sur les terrains de sport de l'école à Inverleith, à trois kilomètres au nord de l'école. Le stade d'Inverleith remonte aux années 1890 et était le terrain principal de l'équipe nationale de rugby d'Écosse jusqu'en 1925,,.

## Centre artistique

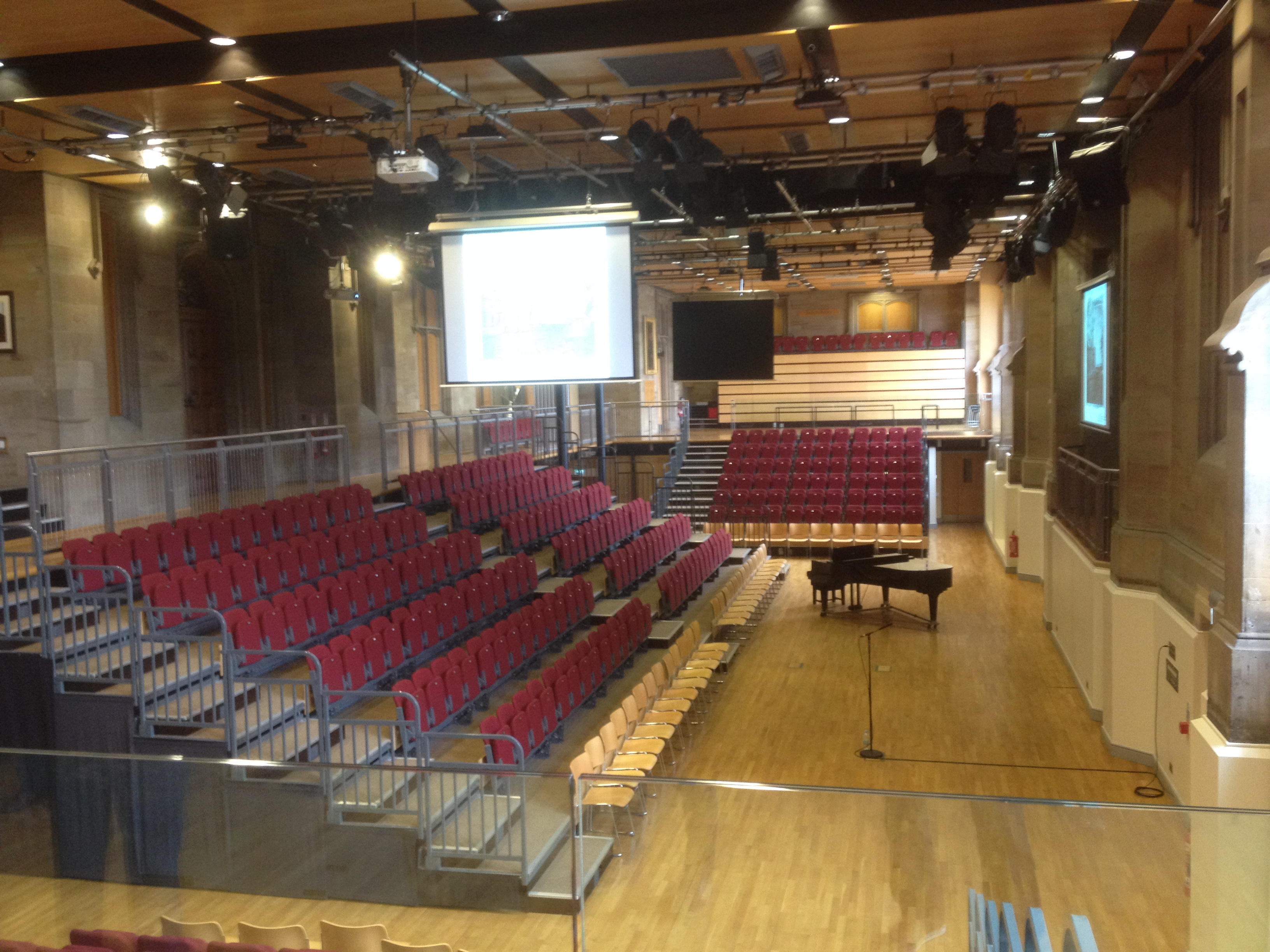
Centre Tom Fleming pour les arts du spectacle en 2015

La principale salle de réunion victorienne de l'école a été convertie en « Performing Arts Centre » entre 2005 et 2007. Ce projet de 3,5 millions de livres sterling a été financé en partie par les dons des parents des élèves actuels et anciens élèves de l'école. Il a été officiellement inauguré en 2007, est également accessible au public et sert de lieu au Festival Fringe d'Édimbourg.
En 2011, l'acteur John Cairney a dévoilé le nouveau nom du centre, « Tom Fleming Centre for Performing Arts », du nom de l'ancien élève Tom Fleming, l'un des principaux acteurs écossais.

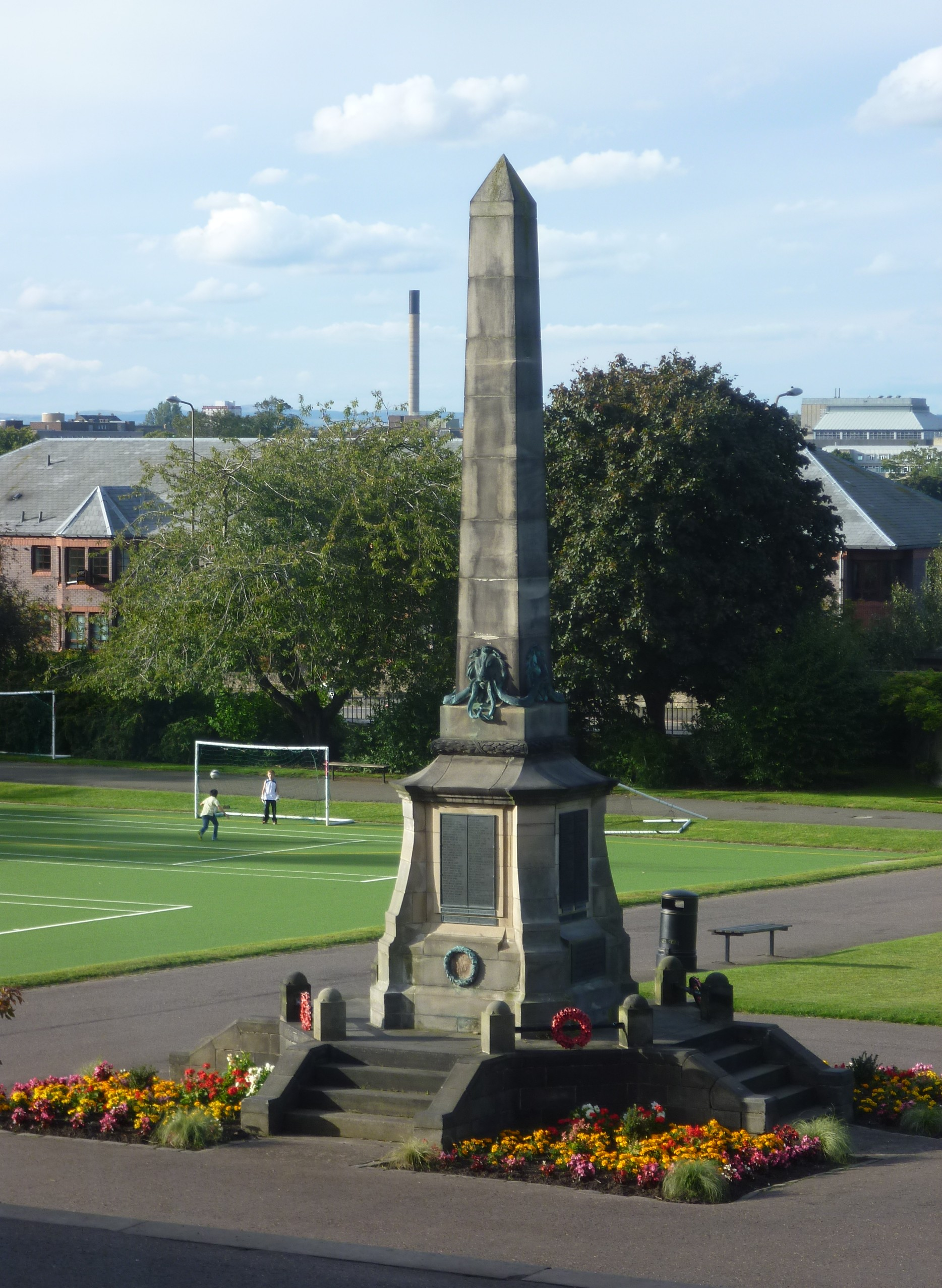
Monument commémoratif de guerre dans l'enceinte du collège